# Stazione di Shin-Tosu
La stazione di Shin-Tosu (新鳥栖駅?, Shin-Tosu-eki) è una stazione ferroviaria di Tosu, città della prefettura di Saga percorsa dalla linea ad alta velocità del Kyūshū Shinkansen e dalla linea principale Nagasaki.

## Linee
JR Kyushu
 Kyūshū Shinkansen
■ Linea principale Nagasaki

## Struttura
Il fabbricato viaggiatori è stato rinnovato con l'apertura della linea Shinkansen, e presenta una volta ricurva che rappresenta l'ala di un uccello. L'intento architettonico è quello di trasmettere all'osservatore il librarsi nell'aria di un volatile e la velocità. Al livello del terreno sono presenti due binari per le linee regionali, mentre al livello sopraelevato, perpendicolarmente, sono presenti i quattro binari per lo Shinkansen. 
| 1     | ■ Linea principale Nagasaki | per Tosu e Hakata                                            |
| 2     | ■ Linea principale Nagasaki | per Saga, Hizen-Yamaguchi, Nagasaki, Sasebo e Huis Ten Bosch |
| 11-12 | Kyūshū Shinkansen           | per Hakata e Shin-Ōsaka                                      |
| 13-14 | Kyūshū Shinkansen           | per Kumamoto, Shin-Yatsushiro e Kagoshima-Chūō               |

## Stazioni adiacenti
| «                          | Servizio          | »                 |
| Kyushu Shinkansen          | Kyushu Shinkansen | Kyushu Shinkansen |
| -------------------------- | ----------------- | ----------------- |
| Hakata                     | -                 | Kurume            |
| Linea principale Nagasaki  |                   |                   |
| Tosu                       | Locale            | Hizen-Fumoto      |
| Nagasaki Shinkansen (2022) |                   |                   |
| (Hakata                    | -                 | Saga              |